# ناتانیل ۲۵۲۵۸
سیارک ۲۵۲۵۸ (به انگلیسی: 25258 Nathaniel، نامگذاری:1998VU) بیست و پنج هزار و دویست و پنجاه و هشتمین سیارک کشف شده‌است که در ۷ نوامبر ۱۹۹۸ کشف شد.